# Genisa Wiesbaden-Delkenheim
Die Genisa Wiesbaden-Delkenheim wurde 2005 bei der Renovierung einer Hofreite entdeckt und geborgen. Sie stammt aus der ersten Hälfte des 19. Jahrhunderts, gehört zu den wenigen Funden einer privaten Genisa und ermöglicht einen Einblick in das Leben und den Handel einer landjüdischen Familie.

## Lage und Fundsituation
Die Hofreite im bis 1977 selbständigen und dann nach Wiesbaden eingemeindeten Delkenheim lag im Ortszentrum mit der Adresse Burgweg 3. Sie umfasste ein zweistöckiges, giebelständiges Fachwerkhaus, im Hof ein Stallgebäude und den Hof abschließend eine Scheune. Bei den Aufräumarbeiten für die Renovierung wurde die Genisa im Frühjahr 2005 auf dem Dachboden des Hauses in einem Versteck unterhalb der Ziegel gefunden.
Ein Teil der Funde war in einen stoffbeutelähnlichen Gegenstand eingenäht. Sie wurden während der Arbeiten aus der Genisa geholt und in einen Weidenkorb gelegt. Die genaue Fundlage und auch, welche der Stücke eingenäht waren, ist nicht mehr nachvollziehbar. Der Hausbesitzer erkannte die hebräischen Buchstaben und informierte das Aktive Museum Spiegelgasse in Wiesbaden, das alle Fundstücke übernahm. Der Großteil des Inhalts bestand aus verschiedenen Papieren, Schriften und Akten in deutscher und hebräischer Sprache. Dazu kamen ein Palmwedel, ein Blechkännchen sowie ein Löffel.
Die Schriftstücke zeigen, dass die Hofreite Anfang des 19. Jahrhunderts im Besitz einer jüdischen Familie war. Anhand einer Inschrift am Sturz der Scheune konnte der Bauherr Jessel Kehrmann identifiziert und das Baujahr auf 1845 festgelegt werden. Spätere dendrochronologische Untersuchungen ergaben, dass das Wohnhaus 1623 erbaut und ein Anbau um 1801/02 errichtet worden war. Im Anbau befand sich die Genisa.
Die Hofreite wurde 2007 aufgrund des schlechten Erhaltungszustandes abgerissen.

## Religionsgeschichtlicher Hintergrund
Nach jüdischer Tradition werden rituelle Gegenstände und liturgische Schriften, die nach langem Gebrauch nicht mehr benutzbar waren, entweder auf dem Friedhof bestattet oder in einem eigens dafür bestimmten Ort abgelegt. Meist dient hierfür der Dachboden der Synagoge. Dieser Ort wird als Genisa (im Plural Genisot) bezeichnet, einem mittelhebräischen Wort (Lehnwort aus dem Altpersischen), das Schatzkammer, Archiv, Depot bedeutet. Im Jiddischen wird der Begriff Scheimess verwendet, der sich von hebräisch Schemot, „Namen“, herleitet. Gemeint sind Texte, die den heiligen Gottesnamen (HaSchem) enthalten. Sämtliche unbrauchbar gewordenen Schriftstücke, die den Namen Gottes enthalten, werden, um sie vor Entweihung zu schützen, in einer Genisa abgelegt. Der Fund in Delkenheim enthielt zwar keine liturgischen Schriften, ist aber als privates „Archiv“ ebenfalls als Genisa einzuordnen.

## Die Fundstücke

### Schriftstücke
Enthalten waren über 16 Posten zum Teil einzelner und zum Teil thematisch zusammengehöriger Schriftstücke, die aus den Jahren 1800 bis 1832 stammten. Alle enthielten geschäftliche, juristische und private Angelegenheiten der Familie von Samuel Jessel.
Den Großteil der Schriftstücke machen private Unterlagen von Samuel Jessel aus. Neben Übergabe- und Kaufverträgen über das Haus oder Mobiliar steht der Schutzbrief für Samuel Jessel aus dem Jahr 1802 im Zentrum der Funde. Dazu kommen ein Ehevertrag von 1807, Vormundschaftsnachweise von 1813 und 1820, eine Erklärung von Landgraf Ludwig X. über eine Vermögensvollmacht, eine Vermögensaufstellung anlässlich der Hochzeit von Samuel Jessel aus dem Jahr 1802 sowie Arzneirezepte und verschiedene Quittungen.
Ein anderer Teil des Fundes bestand aus Geschäftspapieren. Dazu zählen insbesondere mehrere Urteile zwischen Samuel Jessel und Geschäftspartnern über Warenlieferungen, ein tabellarisches Einnahmeverzeichnis sowie diverse Handelsunterlagen wie Quittungen, Zollbescheinigungen etc. bis zum Jahr 1832.

### Sachgegenstände
Neben den Schriftstücken zählen zu den Funden drei weitere Gegenstände: In der Genisa lagen ein Blechkännchen mit einem Löffel sowie ein Palmwedel – ein (Lulav). Eine nähere Beschreibung dieser drei Funde liegt nicht vor. In der Literatur liegen einzig einige Fotos vor.

## Einordnung der Funde
Nach Sichtung der Funde konnte eine erste Vermutung auf eine „Winkelsynagoge“ (eine versteckte Synagoge) ausgeschlossen werden. Basis der Vermutung war ein Eintrag in einem Findbuch im Hessischen Hauptstaatsarchiv in Wiesbaden, in dem von einem „Synagogenlokal“ in Delkenheim die Rede ist – dies beruht auf einen Verzeichnisfehler. Die Fundstücke sind eindeutig privater Natur und als sozial- und wirtschaftsgeschichtliche Zeugnisse der Familie einzuordnen. Das Haus wurde 1802 von Samuel Jessel erworben, bis zu seinem Tod 1836 bewohnt und ein Jahr zuvor seinem Sohn Jessel Kehrmann vermacht. Die Funde ordnen sich in diesen Zeitraum ein und werden zwischen 1832 und spätestens 1836 versteckt worden sein.
Die Schriftstücke geben insbesondere Aufschluss über die Handelstätigkeit von Samuel Jessel, aber auch über familiäre Zusammenhänge. Über den Bezug der Sachgegenstände zu den Schriftstücken ist nur eine theoretische Annäherung möglich. Da die Familie von Samuel Jessel levitischer Abkunft war, kann es sich bei dem Kännchen um ein Levitenkännchen gehandelt haben. Der Palmwedel wird als privates Erinnerungsstück interpretiert.